# David Tuesta Cárdenas
David Alfredo Tuesta Cárdenas (29 de noviembre de 1967) es un economista peruano. Fue el primer ministro de Economía y Finanzas del Gobierno de Martín Vizcarra, entre el 2 de abril y el 4 de junio de 2018.

## Biografía
Estudió economía en la Pontificia Universidad Católica del Perú. Cuenta con una maestría en Relaciones Públicas por la Universidad de Minnesota y un doctorado en Economía en la Pontificia Universidad Católica del Perú.
Ha sido docente de Economía en la Universidad San Ignacio de Loyola, la Pontificia Universidad Católica del Perú y la Universidad de Lima.
Fue director corporativo de Asuntos Estratégicos del Banco de Desarrollo de América Latina (CAF). También se desempeñó como economista jefe de BBVA Continental y economista líder de BBVA Research entre los años 2000 y 2017; fue miembro del Consejo Regulador de Energía y Minería (Osinergmin) y director del departamento de Estudios Económicos del MEF.
En el 2017 integró la Comisión de Protección Social encargada de plantear reformas en el sistema de pensiones.

### Ministro de Economía y Finanzas
El 4 de junio de 2018 renunció a su cargo tras una impopular y cuestionada alza de impuesto selectivo al consumo para los licores, bebidas azucaradas y especialmente de los hidrocarburos.